# Amara aenea
Amara aenea (De Geer, 1774) è un coleottero appartenente alla famiglia Carabidae.

## Descrizione

### Adulto
Amara aenea presenta un corpo di forma ovale e leggermente appiattito, con una colorazione simile al bronzo. Le zampe sono lunghe e adatte alla corsa. La testa è relativamente grande e presenta mandibole sviluppate che utilizza per rosicchiare i semi. Le antenne sono abbastanza lunghe e sono poste sopra agli occhi.

### Larva
Le larve sono di un colore giallo acceso. Hanno tre paia di zampe atte alla locomozione ed il capo, la parte più larga dell'intero corpo, è allungato con due mandibole in fondo atte ad afferrare occasionali prede. Il corpo è flessibile e convergente all'estremità posteriore.

## Biologia

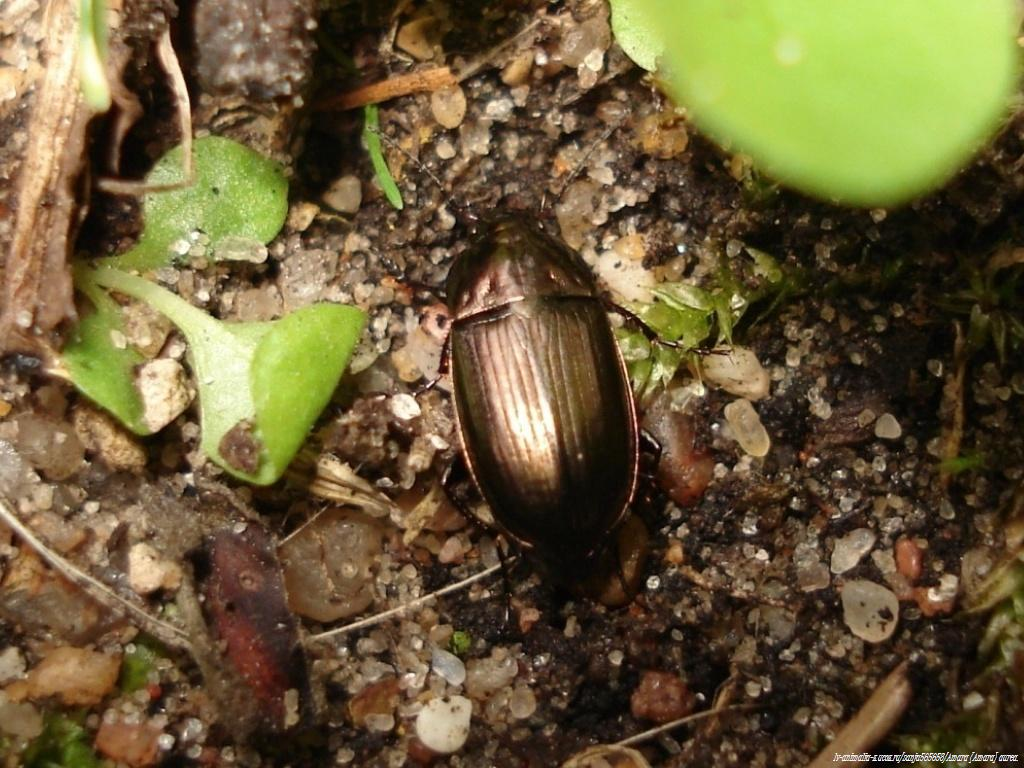
.

### Adulto
Gli adulti sono in grado di volare, percorrendo traiettorie dalla linea variabile, ma generalmente non effettuano in volo bruschi cambi di direzione. Possono, però decollare istantaneamente se necessario, con una discreta accelerazione, soprattutto una volta riscaldato. L'adulto si nutre di semi. 
È visibile con l'arrivo dei primi caldi, a partire dal mese di marzo fino all'arrivo dell'inverno.
Si tratta di un insetto fitofago.

### Larva
Le larve si muovono nel terreno e seguono una dieta onnivora; occasionalmente catturano larve di piccoli invertebrati. Come gli adulti anche le larve compaiono con l'arrivo della primavera.

## Distribuzione e habitat
Amara aenea è ampiamente diffusa in Europa, Asia e Nord Africa.
Predilige ambienti come i giardini o i campi.